# Château de la Preuille
 (décembre 2020).
Si vous disposez d'ouvrages ou d'articles de référence ou si vous connaissez des sites web de qualité traitant du thème abordé ici, merci de compléter l'article en donnant les références utiles à sa vérifiabilité et en les liant à la section « Notes et références ».
Le château de la Preuille est un château du XIe siècle situé à Saint-Hilaire-de-Loulay dans le département français de la Vendée.
Il est considéré comme l'un des plus anciens châteaux de la vallée de la Loire.

## Histoire
Cette ancienne résidence féodale a pris sa forme actuelle aux XIIIe et XVe siècles. Le large fossé défendant l'aspect nord des murs et des tours indique ses origines en tant que place forte. En 1832, Marie-Caroline de Bourbon, duchesse de Berry, visite le château pour lancer son coup d'État contre le roi Louis-Philippe afin de couronner son fils Henri, comte de Chambord, le dernier Bourbon légitime. Le coup d'État échoue et Marie-Caroline de Bourbon est arrêtée.
À partir de 1350, le château est la propriété de la famille Boux, bâtard (1460), Gastinière (1541), Pâris, chevalier et seigneur de Soulanges (1728) et jusqu'à la fin du XVIIIe siècle, de Nacquart. Au cours du XXe siècle, le château a été abandonné et laissé dans un état de délabrement avancé. Il a été sauvé et restauré par la famille Fradin dans les années 1970 et 1980. La famille Ribow a poursuivi les travaux de rénovation entre 2003 et 2019.